# Cryptoplax iredalei
Cryptoplax iredalei är en blötdjursart som beskrevs av Edwin Ashby 1923. Cryptoplax iredalei ingår i släktet Cryptoplax och familjen Cryptoplacidae. Inga underarter finns listade i Catalogue of Life.